# Сміливе щеня Фатті
Сміливе щеня Фатті  (англ. Fatty's Plucky Pup) — американська короткометражна кінокомедія Роско Арбакла 1915 року.

## Сюжет
Фатті врятував цуценя від ловців собак. А коли прийшла біда — негідники викрали маму Фатті, цуценя прийшло на допомогу.

## У ролях
- Роско ’Товстун’ Арбакл — Фатті
- Філліс Аллен — мама Фатті
- Едгар Кеннеді — викрадач
- Джо Бордо — спільник
- Глен Кевендер — сержант Деск
- Люк Дог — Люк
- Тед Едвардс — найнятий головоріз
- Аль Ст. Джон — ловець собак